# Polský dobrovolnický sbor
Polský dobrovolnický sbor (polsky Polski Korpus Ochotniczy, PDK) je skupina tvořená dobrovolníky z Polska bojujících na straně Ukrajiny. PDK se zapojila v útocích na Bělgorodskou oblast společně s Ruským dobrovolnickým sborem a legií „Svoboda Ruska“.

## Historie a základní informace
Polský dobrovolnický sbor se zformoval v únoru roku 2023, což bylo jen tři měsíce před prvním vpádem do Bělgorodské oblasti. Z útoků na Bělgorodskou oblast je dostupných mnoho videí a fotografií, které potvrzují účast PDK. Polský dobrovolnický sbor operuje jako dobrovolnická jednotka, tudíž není nijak spojován s Polskou armádou. Neřadí se ani pod Mezinárodní legie územní obrany Ukrajiny, dost pravděpodobně spíše patří pod Ministerstvo zahraničních věcí Ukrajiny.